# 文县楼梯草
文县楼梯草（学名：Elatostema wenxienense）是荨麻科楼梯草属的植物，是中国的特有植物。分布于中国大陆的甘肃等地，一般生长在山地谷中，目前尚未由人工引种栽培。